# Lei Tung (stacja MTR)
Lei Tung (chiński: 利東) – jedna ze stacji MTR, systemu szybkiej kolei w Hongkongu, na South Island Line. Została otwarta 28 grudnia 2016. 
Znajduje się obok Mount Johnston i Ap Lei Chau, w dzielnicy Southern, na wyspie Hongkong.